# Smerfy

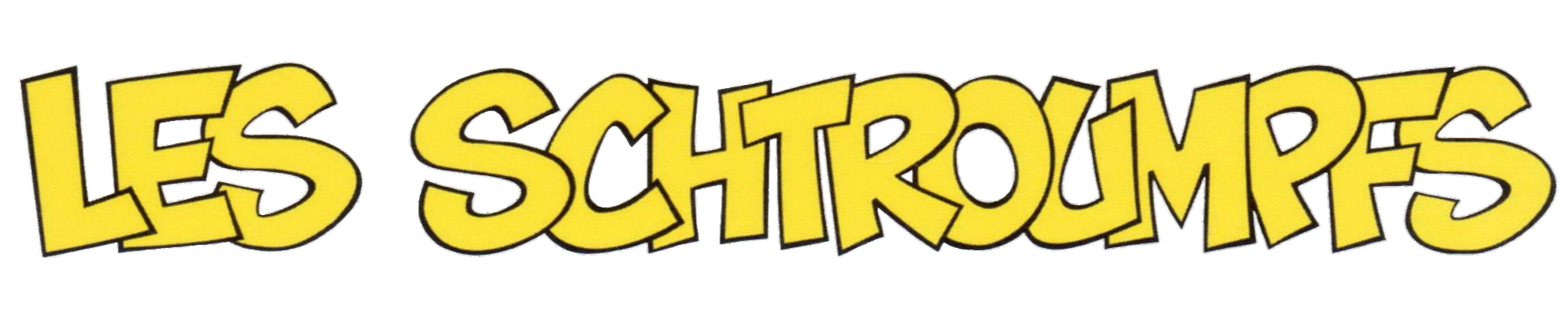
Francuskie logo Smerfów

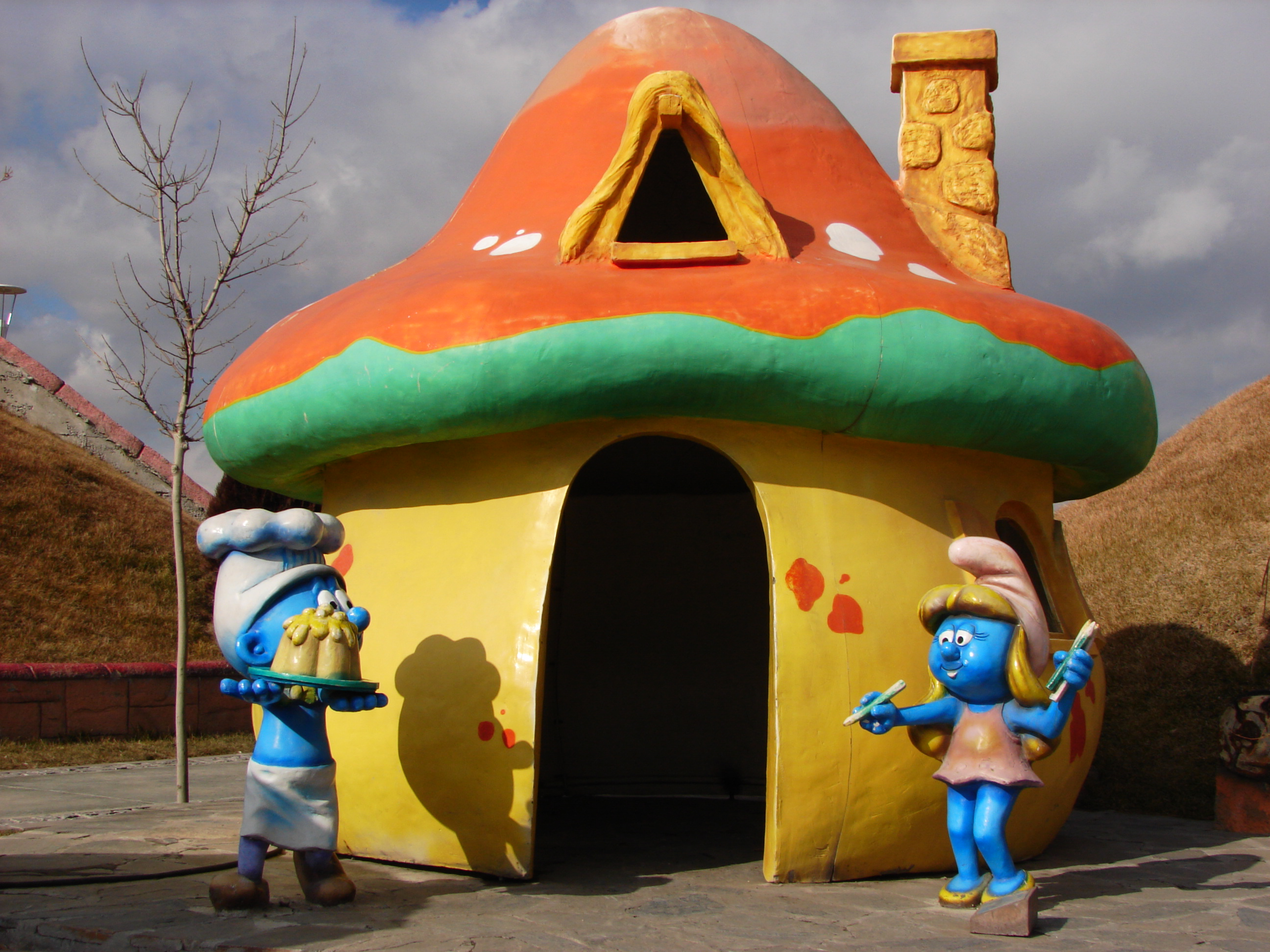
Figurki Smerfów Łasucha (w komiksach Kucharz) i Smerfetki

Smerfy (fr. Les Schtroumpfs, ang. The Smurfs) – bajkowa rasa niebieskich ludzików, wykreowanych przez belgijskiego rysownika komiksowego Pierre’a Culliforda, tworzącego pod pseudonimem Peyo. Smerfy są bohaterami komiksu, filmów i seriali animowanych. Od śmierci Peyo w 1992 r. komiks tworzą różni scenarzyści i rysownicy we współpracy z synem artysty, Thierrym Cullifordem.

## Komiks

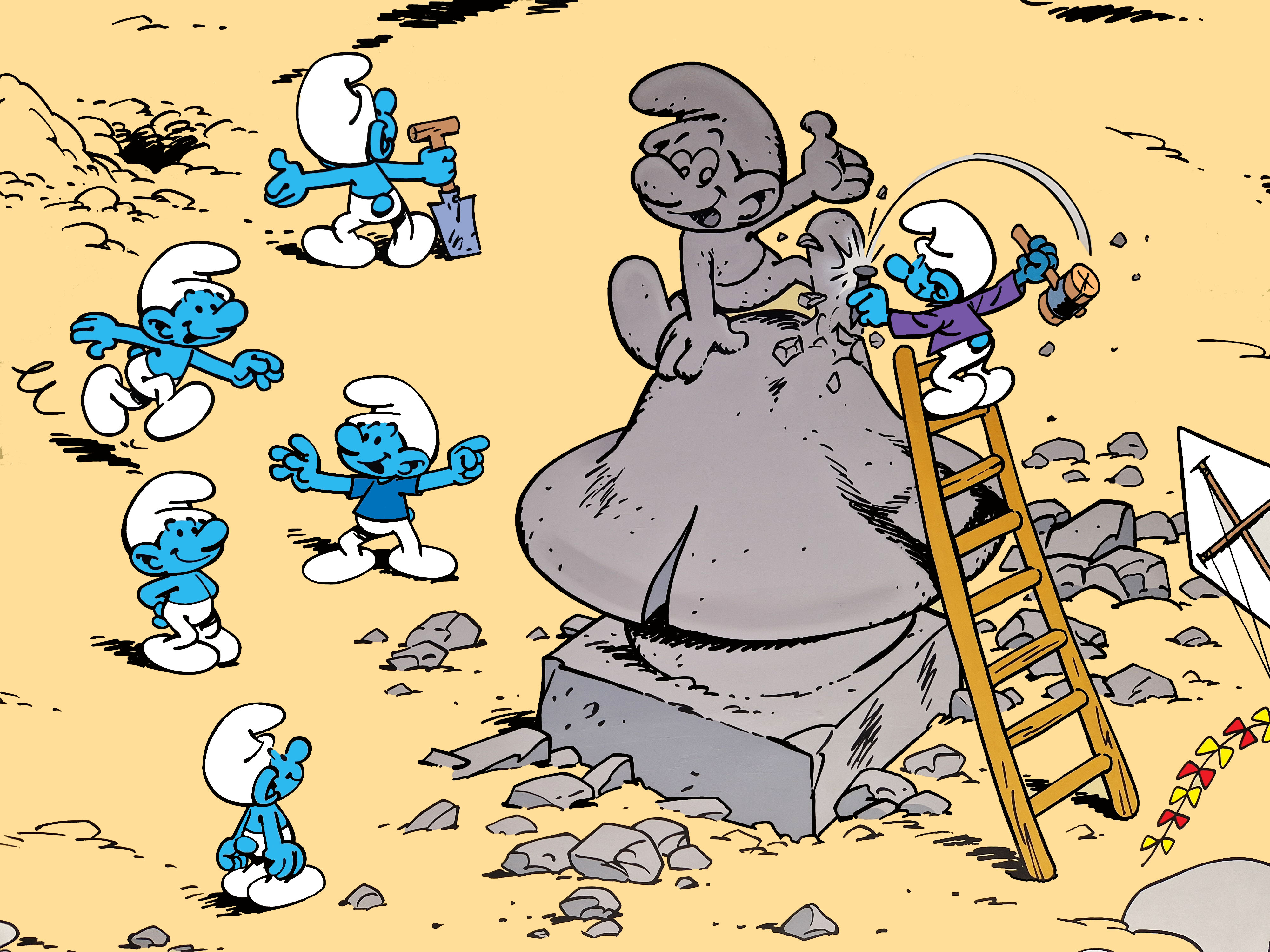
Smerfy na muralu w Brukseli

Peyo był autorem serii komiksowej Johan & Pirlouit, zamieszczanej w odcinkach w belgijskim czasopiśmie „Le Journal de Spirou”. Jej akcja rozgrywała się w okresie wczesnego średniowiecza w Europie. Bohater o imieniu Johan pełni w niej rolę pazia królewskiego. Towarzyszy mu wierny, lecz chełpliwy giermek-karzeł imieniem Sójka (w oryginale Pirlouit). Johan wyrusza w obronie uciśnionych na swym wiernym koniu, za nim podąża Sójka na swym koźle Biquette. Są obowiązkowi, wierni królowi i odważni.
23 października 1958 Peyo wprowadził do komiksu nową grupę bohaterów, co samo w sobie nie wywołało większych emocji, gdyż Johan i Sójka nieustannie napotykali na swej drodze nowych ludzi i odwiedzali dziwne miejsca. W tym odcinku ich zadaniem było odzyskanie magicznego fletu, co wymagało pomocy ze strony czarodzieja Homnibusa, który do realizacji zadania powołał do istnienia grupkę niebieskich skrzatów. W taki sposób narodziły się Smerfy (w oryginale Schtroumpfs).
Schtroumpf (wym. „sztrumpf”) jest wymyślonym wyrazem. Według informacji z wywiadu przeprowadzonego z Peyo, nazwa przyszła mu na myśl w czasie, kiedy prosił przyjaciela o sól podczas obiadu: próbując przypomnieć sobie słowo, które wyleciało mu z pamięci, ostatecznie rzekł: „Passe-moi le schtroumpf” („Podaj mi schtroumpf”). Słowo, które brzmi podobnie do niemieckiego strumpf (skarpeta), co jest zbiegiem okoliczności, zostało następnie przetłumaczone na prawie 30 języków. W każdym przypadku małe, niebieskie ludziki okazały się komercyjnym przebojem. Smerfy zdobyły szybko tak dużą popularność, że stały się bohaterami oddzielnej serii komiksowej, która w krótkim czasie osiągnęła wielki sukces.

### Tomy

#### SeriaSmerfy(fr.Les Schtroumpfs)
| Tom | Tytuł i rok I wydania polskiego           | Tytuł i rok I wydania oryginalnego              | Scenariusz                           | Rysunki                               |
| --- | ----------------------------------------- | ----------------------------------------------- | ------------------------------------ | ------------------------------------- |
| 1   | Czarne Smerfy (1990)                      | Les Schtroumpfs noirs (1963)                    | Peyo                                 | Peyo                                  |
| 2   | Smerf Naczelnik (1990)                    | Le Schtroumpfissime (1965)                      | Yvan Delporte, Peyo                  | Peyo                                  |
| 3   | Smerfetka (1991)                          | La Schtroumpfette (1967)                        | Yvan Delporte, Peyo                  | Peyo                                  |
| 4   | Jajko i Smerfy (1991)                     | L'Œuf et les Schtroumpfs (1968)                 | Yvan Delporte, Peyo                  | Peyo                                  |
| 5   | Smerfy i Krakukas (1991)                  | Les Schtroumpfs et le Cracoucass (1969)         | Roland Gossens, Peyo                 | Peyo                                  |
| 6   | Kosmosmerf (1997)                         | Le Cosmoschtroumpf (1970)                       | Yvan Delporte, Roland Gossens        | Peyo                                  |
| 7   | Smerf czarnoksiężnik (1997)               | L’Apprenti Schtroumpf (1971)                    | Peyo                                 | Peyo                                  |
| 8   | Z życia Smerfów (1997)                    | Histoires de Schtroumpfs (1972)                 | Yvan Delporte                        | Peyo                                  |
| 9   | Awantura w wiosce Smerfów (1998)          | Schtroumpf Vert et Vert Schtroumpf (1973)       | Yvan Delporte                        | Peyo                                  |
| 10  | Zupa ze Smerfów (1998)                    | La Soupe aux Schtroumpfs (1976)                 | Yvan Delporte                        | Peyo                                  |
| 11  | Smerfolimpiada (2018)                     | Les Schtroumpfs Olympiques (1983)               | Peyo                                 | Peyo                                  |
| 12  | Smerfuś (2018)                            | Le Bébé Schtroumpf (1984)                       | Peyo                                 | Peyo                                  |
| 13  | Smerfiki (2018)                           | Les P’tits Schtroumpfs (1988)                   | Peyo                                 | Peyo                                  |
| 14  | Latający Smerf (2017)                     | L’Aéroschtroumpf (1990)                         | Peyo                                 | Peyo                                  |
| 15  | Dziwne przebudzenie Smerfa Śpiocha (2017) | L’Étrange Réveil du Schtroumpf Paresseux (1991) | Peyo                                 | Peyo                                  |
| 16  | Smerf finansista (2017)                   | Le Schtroumpf Financier (1992)                  | Peyo, Thierry Culliford              | Alain Maury                           |
| 17  | Smerfowanie biżuterii (2017)              | Le Schtroumpfeur de Bijoux (1994)               | Thierry Culliford, Luc Parthoens     | Alain Maury                           |
| 18  | Smerf doktor (2017)                       | Docteur Schtroumpf (1996)                       | Thierry Culliford                    | Alain Maury                           |
| 19  | Smerf dzikus (2018)                       | Le Schtroumpf Sauvage (1998)                    | Thierry Culliford                    | Alain Maury                           |
| 20  | Szare Smerfy (2016)                       | La Menace Schtroumpf (2000)                     | Thierry Culliford                    | Alain Maury                           |
| 21  | Nie igra się z postępem (2016)            | On ne Schtroumpfe pas le Progrès (2002)         | Thierry Culliford, Philippe Delzenne | Ludo Borecki, Pascal Garray           |
| 22  | Smerf reporter (2015)                     | Le Schtroumpf Reporter (2003)                   | Thierry Culliford, Luc Parthoens     | Ludo Borecki                          |
| 23  | Smerfy hazardziści (2015)                 | Les Schtroumpfs Joueurs (2005)                  | Thierry Culliford, Luc Parthoens     | Ludo Borecki                          |
| 24  | Sałatka ze Smerfów (2015)                 | Salade de Schtroumpfs (2006)                    | Thierry Culliford, Luc Parthoens     | Ludo Borecki, Jeroen de Coninck       |
| 25  | Dzieciak u Smerfów (2016)                 | Un Enfant chez les Schtroumpfs (2007)           | Thierry Culliford, Miguel Díaz       | Jeroen de Coninck                     |
| 26  | Smerfy i księga odpowiedzi (2019)         | Les Schtroumpfs et le livre qui dit tout (2008) | Thierry Culliford, Alain Jost        | Pascal Garray                         |
| 27  | Smerfy na letnisku (2020)                 | Schtroumpfs les bains (2009)                    | Thierry Culliford                    | Pascal Garray                         |
| 28  | Mama Smerfetka (2021)                     | La Grande Schtroumpfette (2010)                 | Thierry Culliford, Alain Jost        | Pascal Garray                         |
| 29  | Smerfy i Złote Drzewo (2023)              | Les Schtroumpfs et l’Arbre d’Or (2011)          | Thierry Culliford, Alain Jost        | Pascal Garray                         |
| 30  | Smerfolicjanci (2023)                     | Les Schtroumpfs de L’Ordre (2012)               | Thierry Culliford, Alain Jost        | Jeroen de Coninck                     |
| 31  | Smerfy w Pilulicie (2024)                 | Les Schtroumpfs à Pilulit (2013)                | Thierry Culliford, Alain Jost        | Pascal Garray                         |
| 32  | Smerfy i zakochany czarownik (2024)       | Les Schtroumpfs et l’amour sorcier (2014)       | Thierry Culliford, Alain Jost        | Jeroen de Coninck                     |
| 33  | Smerf bohater (2024)                      | Schtroumpf le héros (2015)                      | Thierry Culliford, Alain Jost        | Jeroen de Coninck, Miguel Díaz Vizoso |
| 34  | Smerfy i półdżin (2024)                   | Les Schtroumpfs et le demi-génie (2016)         | Thierry Culliford, Luc Parthoens     | Jeroen de Coninck                     |
| 35  | Smerfy i fioletowa fasola (2025)          | Les Schtroumpfs et les Haricots mauves (2017)   | Thierry Culliford, Alain Jost        | Pascal Garray                         |
| 36  | Smerfy i smok z jeziora (2020)            | Les Schtroumpfs et le dragon du lac (2018)      | Thierry Culliford, Alain Jost        | Jeroen de Coninck                     |
| 37  | Smerfy i maszyna snów (2019)              | Les Schtroumpfs et la machine à rêver (2019)    | Thierry Culliford, Alain Jost        | Miguel Díaz Vizoso, Jeroen de Coninck |
| 38  | Smerfy i bociany (2021)                   | Les Schtroumpfs et le vol des cigognes (2020)   | Thierry Culliford, Alain Jost        | Miguel Díaz Vizoso                    |
| 39  | Smerfy i śnieżyca (2022)                  | Les Schtroumpfs et la tempête blanche (2021)    | Thierry Culliford, Alain Jost        | Maury                                 |
| 40  | Smerfy i dzieci (2023)                    | Les Schtroumpfs et les enfants perdus (2022)    | Thierry Culliford, Alain Jost        | Miguel Díaz Vizoso                    |
| 41  | Gargamel, przyjaciel Smerfów (2024)       | Gargamel l'ami des Schtroumpf (2023)            | Thierry Culliford, Alain Jost        | Alain Péral                           |
| 42  |                                           | Les Schtroumpfs et la cape magique (2024)       | Thierry Culliford, Alain Jost        | Miguel Díaz Vizoso                    |
| 43  |                                           | Le Trophée des Schtroumpfs (2025)               | Thierry Culliford, Marc Dubuisson    | Ludo Borecki                          |

Seria Świat Smerfów (fr. L'Univers des Schtroumpfs)
| Tom | Wydanie polskie           | Wydanie oryginalne                 | Scenariusz i rysunki |
| --- | ------------------------- | ---------------------------------- | -------------------- |
| 1   | Gargamel i Smerfy (2025)  | Gargamel et les Schtroumpfs (2011) | Studio Peyo          |
| 2   | Święta ze Smerfami (2025) | Noël chez les Schtroumpfs (2012)   | Studio Peyo          |

#### SeriaSmerfy i Wioska Dziewczyn(fr.Les Schtroumpfs et le village des filles)
| Tom | Wydanie polskie                    | Wydanie oryginalne                          | Scenariusz                | Rysunki                                         |
| --- | ---------------------------------- | ------------------------------------------- | ------------------------- | ----------------------------------------------- |
| 1   | Zakazany las (2017)                | La Forêt interdite (2017)                   | Alain Jost, Luc Parthoens | Alain Maury, Jeroen de Coninck, Laurent Cagniat |
| 2   | Zdrada Jaskierki (2018)            | La trahison de Bouton d’or (2018)           | Luc Parthoens             | Alain Maury                                     |
| 3   | Kruk (2019)                        | Le Corbeau (2019)                           | Luc Parthoens             | Alain Maury                                     |
| 4   | Nowy początek (2022)               | Un nouveau départ (2020)                    | Luc Parthoens             | Laurent Cagniat                                 |
| 5   | Kij Wierzby (2022)                 | Le Bâton de Saule (2022)                    | Luc Parthoens             | Laurent Cagniat                                 |
| 6   | Wędrująca wyspa (2023)             | L'île vagabonde (2023)                      | Luc Parthoens             | Laurent Cagniat                                 |
| 7   | Kraina smerfujących kamieni (2025) | Les Pays des Pierres schtroumpfantes (2024) | Luc Parthoens             | Laurent Cagniat                                 |

## Film animowany i serial telewizyjny

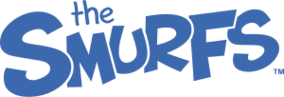
Angielskie logo Smerfów 2011-2021

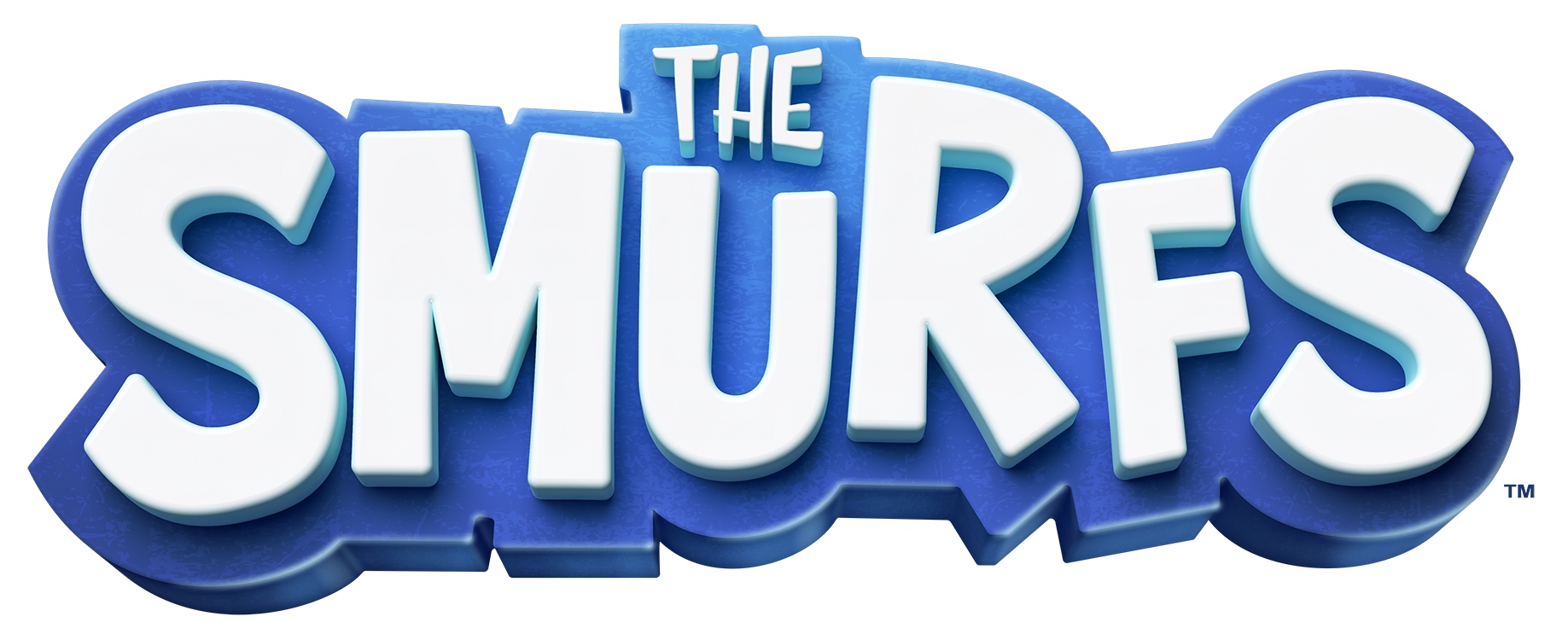
Angielskie logo Smerfów od 2021

Animowana wersja Smerfów powstała w latach 1981–1989 w znanej amerykańskiej wytwórni filmów rysunkowych Hanna-Barbera dla telewizji NBC. W sumie wyprodukowano 256 odcinków kreskówki, na które składa się 421 epizodów (niektóre 10-, inne 20-minutowe). W czasie produkcji Smerfów powstał też 16-odcinkowy serial Przygody Johana i Pirlouita (w którym niebieskie ludziki także biorą udział). Smerfy były wyświetlane w 30 krajach. Niektóre motywy muzyczne pojawiające się w serialu mają swoje źródło w muzyce poważnej (m.in. VII symfonia Niedokończona Franza Schuberta, Koncert fortepianowy nr 1 Ferenca Liszta, a także Symfonia nr 40 w g-moll W.A.Mozarta i W grocie Króla Gór E. Griega).
Zanim powstał serial animowany, Smerfy zadebiutowały w filmie animowanym (współtworzonym przez samego Peyo) Smerfowy flet (w Polsce nadawany w wersji lektorskiej), który był adaptacją pierwszego komiksu z ich udziałem. Mimo że Smerfy wymienione są w tytule, Johan i Pirlouit są głównymi bohaterami, a Smerfy grają rolę drugoplanową. W filmie Smerfy pomagają odzyskać bohaterom magiczny flet, który sprawia, że ludzie tańczą bez opamiętania, a następnie wycieńczeni od tańczenia zapadają w śpiączkę. Film zawiera jeden z bardzo rzadkich przypadków, w którym jeden ze Smerfów zdejmuje z głowy swoją czapkę i widać, że jest bez niej łysy (inne takie przypadki: w komiksie Czarne Smerfy, gdzie Papa Smerf nie ma czapki na głowie w jednym kadrze; w odcinku serialu Smerfowa chłodnia, gdy Ciamajda wpada do dziury w drzewie; w odcinku serialu Podjadający Łasuch – tutaj prawdopodobnie najdłuższy fragment – gdy Łasuch pokazuje, że pod czapką ukrywa tort). Film Smerfowy Flet zawierał także treści dość brutalne, które w serialu zostały złagodzone; np. w filmie Ważniak obrywa od innych Smerfów kijem po głowie, podczas gdy w serialu zostaje przez nie „wykopany” z wioski (momentu samego kopniaka nigdy zresztą nie widać).
W Polsce Smerfy znane są głównie dzięki serialowi telewizyjnemu, który zagościł na antenie 1. Programu TVP 15 listopada 1987 roku. W maju 2005 Telewizja Polska wznowiła nadawanie serialu w TVP1 (w poniedziałki i we wtorki o godzinie 19:00) od serii 5. (bez pierwszych jej odcinków). Po zakończeniu emisji (w której brakowało wielu odcinków z serii 6., 7. i 9. oraz całej serii 8.), w kwietniu 2006 została ona w znacznej części powtórzona. Smerfy można było oglądać w poniedziałki i piątki o godzinie 19:00. Od września 2006 kreskówkę można było obejrzeć w każdy piątek o godzinie 19:00. Od 3 listopada 2006 rozpoczęto emisję pierwszej serii, w większości z nowym dubbingiem. Mimo to wyemitowano trzy odcinki z tym znanym sprzed wielu lat. Potem pokazano drugą serię z nowym dubbingiem oraz serię 3. z nowym. Następnie wyemitowano 4 serię (niektóre odcinki z nowym, inne ze starym). Od 27 marca 2009 Telewizja Polska wznowiła nadawanie serialu w TVP1 od pierwszego odcinka, w piątki o 19:00, jednak po kilku miesiącach serial zakończył swoją emisję. 9 października 2010 roku serial powrócił do TVP1 w sobotniej Wieczorynce o 19:00 i był emitowany do 11 czerwca 2011 roku. Od 7 sierpnia 2011 roku po dwumiesięcznej przerwie nadawany był w każdą niedzielę o 13:15 i był emitowany do 28 sierpnia 2011 roku. Po czterech miesiącach przerwy nadawany był od 25 grudnia 2011 roku i był emitowany do 15 stycznia 2012 roku. 6 kwietnia 2012 roku serial powrócił do TVP1 i był nadawany do 3 maja 2012 roku. 6 lipca 2013 roku serial powrócił do TVP1 w sobotniej wieczorynce o 19:00 ponownie od pierwszego odcinka.
22 kwietnia 2013 roku serial pojawił się na kanale teleTOON+.

## Nowa wersja filmu
Columbia Pictures nabyła prawa do wizerunku rysunkowych postaci Smerfów.
Trójwymiarowy film pełnometrażowy miał premierę w lipcu 2011. Producentem został Jordan Kerner.
Film doczekał się dwóch kontynuacji: Smerfy 2 (2013) i Smerfy: Poszukiwacze zaginionej wioski (2017).

## Album kolekcjonerski
Od września 2006 na polskim rynku pojawiła się nowa pozycja wydawnicza. Firma PANINI zaoferowała album kolekcjonerski z nalepkami – Smerf Sticker-Album. Cała seria składa się z 204 naklejek, po 5 sztuk w każdym pakiecie. Do albumu dołączony został dwustronny plakat, do którego także można przyklejać nalepki. Łączna liczba nalepek to 227 (23 na plakacie oraz 204 w albumie).
Album ukazał się nie tylko w Polsce, lecz również m.in. w Belgii, Francji, Niemczech, czy Włoszech. Numer polskiego wydania to ISBN 88-8343-647-4.

## Piosenki o Smerfach
W Polsce – na bazie popularności bajki – powstało wiele piosenek, których bohaterami były Smerfy. Zostały one wydane na płytach winylowych:
- 1988: longplay Smerfy, gdzie 13 utworów śpiewają między innymi Andrzej Rosiewicz, Ryszard Rynkowski, Irena Jarocka, Jerzy Kryszak, Halina Frąckowiak i inni
- 1988: singiel Jola Arnal i Nutka, z dwoma piosenkami, w wykonaniu Jolanty Arnal i jej córki Natalii

### Smerfne Hity
Smerfne Hity to cykl kaset i płyt zawierających piosenki o Smerfach. Zaczął się ukazywać w Polsce w 1997. Muzyka do piosenek jest zazwyczaj zaczerpnięta i sparodiowana ze znanych przebojów, choć są też piosenki z muzyką stworzoną specjalnie na potrzeby Smerfów. Słowa piosenek rzadko nawiązują w treści do oryginalnego przeboju, bardzo często jednak naśladują brzmienie oryginalnego tekstu. Tekst do większości piosenek ułożył Jacek Cygan. Dotąd ukazało się jedenaście albumów z serii Smerfne Hity i dwa specjalne, Smerfna Zima i Smerfne Hity na lato. Została też wydana kaseta zatytułowana Smerfne czapeczki, ale tylko dwie piosenki na niej były bezpośrednio powiązane ze Smerfami. Na fali popularności Smerfnych Hitów ukazało się również wiele innych wydawnictw muzycznych – jedne w tekstach piosenek zawierały odniesienia do Smerfów (np. wydane w 1997 Smerfowe Przeboje), inne zaś miały Smerfy tylko w tytule (np. Smerfne Disco z 1998).

## Gry ze Smerfami
Smerfy są także głównymi bohaterami gier na telefony komórkowe z systemem iOS i Android – Smurf’s Village, polegającej na budowie wioski Smerfów i Smurf’s Life.

## Smerfy w kulturze
Pod koniec października 2005 wyemitowano w telewizji belgijskiej 30-sekundową reklamówkę polityczną, przypominającą kolejny odcinek Smerfów. Kreskówkę tę przygotowano na zlecenie ONZ-owskiego Funduszu Pomocy Dzieciom UNICEF. W filmie pokazano nalot bombowców, które zrównały z ziemią Wioskę Smerfów. Samoloty dokonały zniszczenia w chwili, gdy Smerfy beztrosko bawiły się w swojej wiosce. W nalocie zginęła Smerfetka, a pozostałe przy życiu Smerfy w panice biegały w poszukiwaniu bezpiecznego schronu. Film skończył się płaczem Smerfusia, który siedzi obok leżącej Smerfetki z napisem „Nie pozwól, by wojna wpłynęła na życie naszych dzieci”.
Spot miał nakłonić do wsparcia UNICEF w zebraniu pieniędzy na rehabilitację byłych małoletnich żołnierzy z Burundi oraz Demokratycznej Republiki Konga – dawnych kolonii belgijskich.
Przez ukazanie brutalnej śmierci Smerfetki realizatorzy animacji chcieli zwrócić uwagę na los dzieci, które jako żołnierze z karabinami są wykorzystywane przez dorosłych w prowadzeniu wojen na całym świecie, głównie w Afryce.